# Рудольф Ген
Рудольф Мельхіор Артур Марія Ген (нім. Rudolf Melchior Arthur Maria Haen; 12 березня 1915, Штутгарт — 9 травня 1945, Бад-Кіссінген) — німецький офіцер, оберстлейтенант вермахту (20 квітня 1945). Кавалер Лицарського хреста Залізного хреста з дубовим листям.

## Біографія
29 жовтня 1935 року вступив у 5-й автотранспортний батальйон. З 1939 року — ордонанс-офіцер 2-го батальйону 4-го танкового полку 13-ї танкової дивізії. Учасник Польської і Французької кампаній. Наприкінці 1940 року переведений в 100-й танковий батальйон, з яким із червня 1941 року брав участь в Німецько-радянської війни. З травня 1942 року — командир 1-ї роти 103-го танкового батальйону. Учасник наступу на Сталінград, відзначився при обороні Іларіонівської (листопада 1942). Був тяжко поранений та евакуйований з котла. З березня 1943 року — командир 103-го танкового батальйону, який у вересні 1943 року був перекинутий в Італії. Відзначився у боях в районі Неттуно. Потім пройшов підготовку офіцера Генштабу і був призначений 1-м офіцером Генштабу в штабі 14-ї армії в Італії. В травні 1945 року взятий в полон американськими військами. Помер у полоні. Похований на військовому цвинтарі в Санкт-Йоганн-ін-Тіроль.

## Нагороди
- Медаль «За вислугу років у Вермахті» 4-го класу (4 роки)
- Медаль «У пам'ять 13 березня 1938 року» (23 січня 1939)
- Медаль «У пам'ять 1 жовтня 1938 року» із застібкою «Празький град»
- Залізний хрест
  - 2-го класу (3 листопада 1939)
  - 1-го класу (10 липня 1941)
- Нагрудний знак «За танкову атаку»
  - в сріблі (1 червня 1940)
  - 4-го ступеня «100» (8 травня 1944)
- Медаль «За зимову кампанію на Сході 1941/42» (15 серпня 1942)
- Нагрудний знак «За поранення»
  - в чорному (6 вересня 1942)
  - в сріблі (3 лютого 1943)
- Німецький хрест в золоті (6 вересня 1942)
- Почесна застібка на орденську стрічку для Сухопутних військ (19 листопада 1942)
- Лицарський хрест Залізного хреста з дубовим листям
  - лицарський хрест (18 грудня 1942)
  - дубове листя (№590; 21 вересня 1944)
- Нарукавний знак «За знищений танк» (1 липня 1943)